# منتخب ساحل العاج لكرة السلة
منتخب ساحل العاج لكرة السلة هو ممثل ساحل العاج الرسمي في المنافسات الدولية في كرة السلة. ينتمي إلى منطقة الاتحاد الأفريقي لكرة السلة. انضم إلى الاتحاد الدولي لكرة السلة في عام 1961.

## البطولات التي شارك فيها
- بطولة أفريقيا لكرة السلة
- كأس العالم لكرة السلة